# Namu Myōhō Renge Kyō

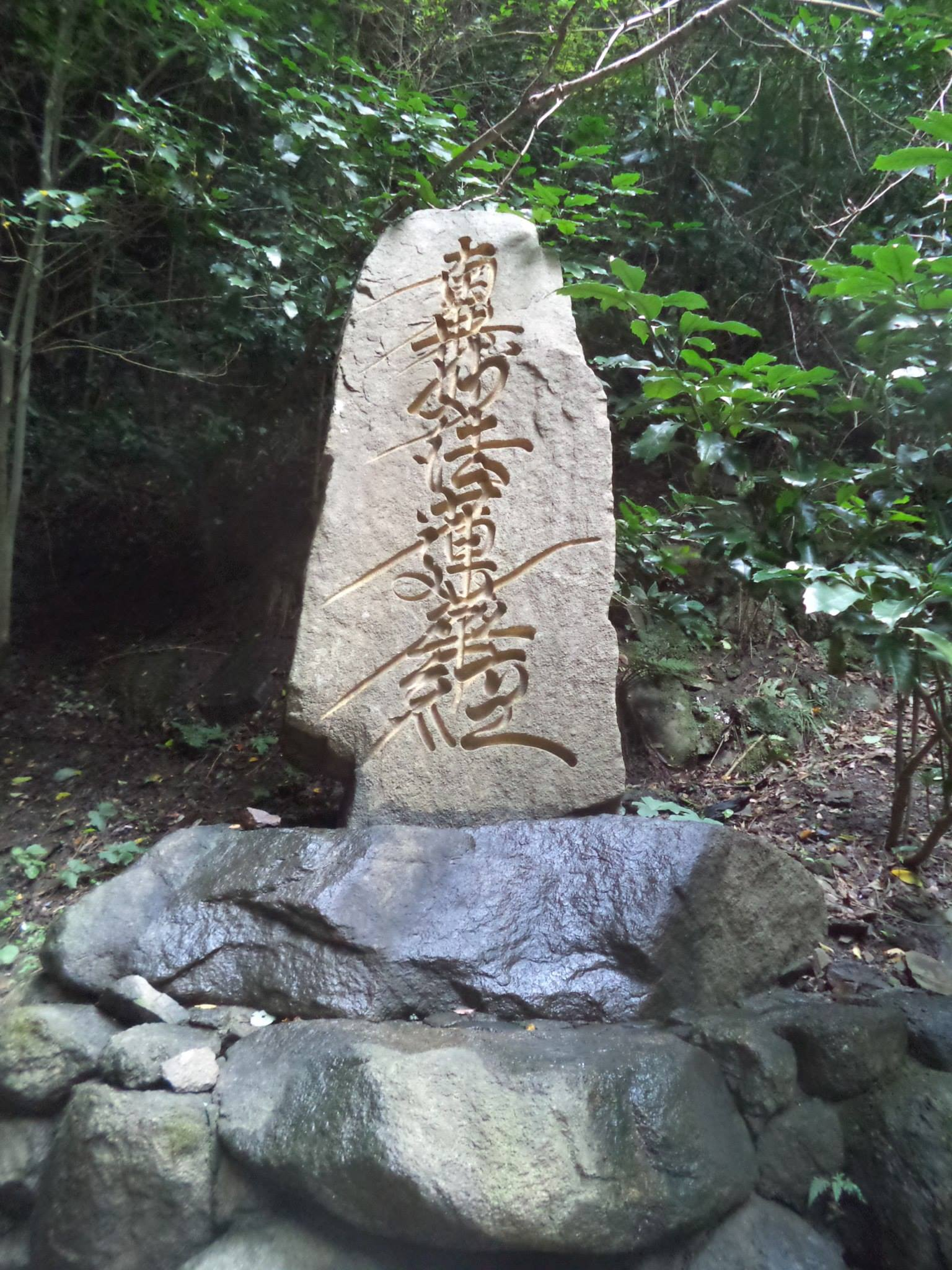
Namu-Myōhō-Renge-Kyō-Inschrift auf einem Stein

Namu Myōhō Renge Kyō (jap. 南無妙法蓮華経), bezeichnet als O-daimoku (お題目, mit dem japanischen  Honorativpräfix お), bzw. in seiner Kurzform Nam Myōhō Renge Kyō als Daimoku (jap. 題目), ist das zentrale Mantra und die grundlegende Praxis im Nichiren-Buddhismus.
Myōhō Renge Kyō ist die sino-japanische Aussprache des Titels des Lotos-Sutra. Namu (南無; das „u“ ist in der Nichiren-Shū-Tradition meist zu hören, in der Nichiren-Shōshū-Tradition ist es dagegen in der Aussprache teilweise stumm und in der Sōka Gakkai völlig stumm) ist ein buddhistischer Terminus, der gleichzeitig Lobpreisung, Widmung und die Bekräftigung des Glaubens bedeutet und in vielen buddhistischen Formeln (wie auch dem Nembutsu) vorkommt, vergleichbar mit dem jüdisch-christlichen Amen. Für den japanischen Mönch und Gelehrten Nichiren (1222–1282) stellten diese fünf Silben von Myō-Hō-Ren-Ge-Kyō jedoch die Essenz des Lotus-Sutra und der Lehren Shakyamuni Buddhas insgesamt dar. Für Nichiren war somit das Rezitieren dieses Mantras fast gleichzusetzen mit der Rezitation des gesamten Lotos-Sutra und soll somit den Glauben an die Lehren Shakyamuni-Buddhas bekräftigen.
Das Daimoku steht im Zentrum des Gohonzon, des Mandala im Nichiren-Buddhismus, und gehört neben diesem und der Ordinationsplattform (kaidan) zu den „Drei Großen Geheimen Dharmas“ (三大秘法, sandai-hihō. Diese sind: 本門の本尊, honmon no honzon; 本門の戒壇, honmon no kaidan; 本門の題目, honmon no daimoku). Immer ist es auch Bestandteil des sogenannten Gongyō bzw. Shōdaigyō.
Durch das Rezitieren des Daimoku (唱題, shōdai) soll die in jedem Menschen grundsätzlich existierende Buddhanatur manifestiert und der Gläubige bereits im diesseitigen Leben zum Buddha werden.

## Übersetzung
Eine Übersetzung dieses Mantras ist nur schwerlich treffend zu formulieren, was durch eine Erklärung der einzelnen Bestandteile verdeutlicht werden kann:
- Namu (南無) ist ein Wort aus dem Sanskrit (Namas), das mit dem deutschen Wort „nehmen“ (im Sinne von ergreifen oder festhalten) wurzelverwandt ist. Es kann mit „Ich widme mich“ oder „Ich suche Zuflucht“ übersetzt werden. Bekannt ist dieses Wort auch durch die unter Buddhisten oft benutzte Begrüßung „Namaste“ (Sanskrit नमस्ते नमस्त) oder „Namaskar“. Im Amitabha-Buddhismus findet sich dieses Wort beispielsweise in dem Mantra „Namu Amida Butsu“ (南無阿彌陀佛) wieder.
- Myō-hō (妙法) kann als „wahres Gesetz (Dharma)“ oder „wunderbares Gesetz“ übersetzt werden. Eine weitere Bedeutung von Myō ist jedoch auch „mystisch“ und steht somit für die unsichtbaren unfassbaren Aspekte des Lebens, wohingegen hō (Gesetz, Dharma) für die sich manifestierenden Teile steht. Von Nichiren wird auch gesagt, dass er Myōhō mit „sich öffnen“ und „perfekt ausgestattet“ erklärt haben soll.
- Renge (蓮華) bedeutet Lotospflanze. Sie gilt als Symbol für die Gleichzeitigkeit von Ursache und Wirkung, da sie zugleich Frucht und Blüte trägt. Außerdem steht sie für Reinheit inmitten von Unreinheit. Ihre stets sauberen Blüten und Blätter (siehe Lotuseffekt) symbolisieren die Buddhaschaft, und als Sumpf- bzw. Wasserpflanze braucht sie den Morast und Schlamm, welcher für die Unreinheiten und Widrigkeiten des Lebens steht, um überhaupt zu wachsen.
- Kyō (経) steht für Sutra. Als Sutra werden gemeinhin die buddhistischen Schriften bezeichnet, welche die Lehren Shakyamunis zum Inhalt haben.

Durch den Zusatz „Nam(u)“ könnte man dieses Mantra also mit „Ich widme mich dem wundervollen Dharma des Lotos-Sutra“ oder „Ich widme mich dem mystischen Gesetz von Ursache und Wirkung“ oder „Gepriesen sei das wunderbare Lotos-Sutra!“ übersetzen. Letztendlich sind dies jedoch nur Übersetzungsansätze, da in den verschiedenen Nichiren-Schulen den Bedeutungen und Interpretationen eine unterschiedliche Gewichtung beigemessen wird.